# MedPack Swiss A.G.
MedPack Swiss A.G. — компанія, яка має в Україні завод з випуску презервативів та власну мережу кондоматів.
Завод з виробництва презервативів компанії «MedPack Swiss AG» розташований в місті Дніпро і є найбільшим в Україні виробником презервативів, крім цього, завод входить до 10 найбільших підприємств по випуску презервативів в Європі.
Компанія співпрацює з Фондом Олени Пінчук «АнтиСНІД».

## Виноски
1. ↑  В Україні стартує спільний проект Фонду Олени Пінчук «АНТИ-СНІД» та компанії «MedPack Swiss AG» [Архівовано 4 березня 2016 у Wayback Machine.] (рос.)